# Saison 2025-2026 de l'En avant Guingamp
Maillots
Dernière mise à jour : 18 août 2025.
Chronologie
Saison précédente Saison suivante
La saison 2025-2026 de l'En avant de Guingamp, club de football français, voit le club évoluer en Ligue 2 pour la trente-cinquième saison de son histoire, après sa cinquième place obtenue lors de la saison 2024-2025 et sa participation aux barrages de promotion (défaite au premier tour).
L'équipe évolue pour la septième  saison consécutive en Ligue 2 depuis sa relégation à l'issue de la saison 2018-2019. Elle est dirigée par Sylvain Ripoll. Elle se trouve aussi engagée en Coupe de France.

## Effectif

### Transferts

#### Mercato estival
| Nom                   | Nationalité               | Poste             | Type de transfert     | Provenance/Destination    | Division            |
| --------------------- | ------------------------- | ----------------- | --------------------- | ------------------------- | ------------------- |
| Arrivées              |                           |                   |                       |                           |                     |
| Akim Abdallah         | Comores                   | Défenseur         | Transfert libre       | Rodez AF                  | Ligue 2             |
| Jérémy Hatchi         | France                    | Attaquant         | Prêt                  | FC Lorient                | Ligue 1             |
| Erwin Koffi           | France                    | Défenseur         | Transfert libre       | Neftçi PFK                | Premyer Liqası      |
| Louis Mafouta         | République centrafricaine | Attaquant         | Transfert             | Amiens SC                 | Ligue 2             |
| Jérémie Matumona      | France                    | Défenseur         | Transfert libre       | Le Mans FC                | Ligue 2             |
| Darly N'Landu         | France                    | Milieu de terrain | Transfert libre,      | PAC Omonia 29 Maiou       | Deuxième division   |
| Adrián Ortolá         | Espagne                   | Gardien de but    | Transfert libre       | USL Dunkerque             | Ligue 2             |
| Gautier Ott           | France                    | Attaquant         | Transfert libre       | Académico de Viseu FC     | Liga Portugal 2     |
| Brice Seymour         | France                    | Défenseur         | Premier contrat pro   | FC Lorient (réserve)      | National 2          |
| Rayan Touzghar        | Maroc                     | Milieu de terrain | Retour de prêt        | US Concarneau             | National            |
| Départs               |                           |                   |                       |                           |                     |
| Enzo Basilio          | France                    | Gardien de but    | Transfert             | AS Nancy Lorraine         | Ligue 2             |
| Rayan Ghrieb          | France                    | Milieu de terrain | Transfert             | FC Magdebourg             | 2. Bundesliga       |
| Sabri Guendouz        | France                    | Milieu de terrain | Fin de contrat        | KV Beerschot Antwerpen    | Pro League          |
| Brighton Labeau       | France                    | Attaquant         | Transfert             | FC Thoune                 | Super League        |
| Théo Le Bris          | France                    | Milieu de terrain | Fin de prêt           | FC Lorient                | Ligue 1             |
| Taylor Luvambo        | France                    | Milieu de terrain | Fin de contrat        | Le Mans FC                | Ligue 2             |
| Lucas Maronnier       | France                    | Défenseur         | Fin de contrat        | ES Troyes AC              | Ligue 2             |
| Junior Armando Mendes | Espagne                   | Attaquant         | Fin de contrat        | FC Alverca                | Liga Portugal       |
| Abdallah Ndour        | Sénégal                   | Défenseur         | Fin de carrière       | -                         | -                   |
| Babacar Niasse        | Mauritanie                | Gardien de but    | Fin de contrat        | Difaâ Hassani d'El Jadida | Botola Pro          |
| Lebogang Phiri        | Afrique du Sud            | Milieu de terrain | Fin de contrat        |                           |                     |
| Hugo Picard           | France                    | Milieu de terrain | Transfert (2,0 M d'€) | Crew de Columbus          | Major League Soccer |
| Matthis Riou          | France                    | Défenseur         | Fin de contrat        | RAA La Louvière           | Pro League          |
| Rayan Touzghar        | Maroc                     | Milieu de terrain | Transfert             | Pau FC                    | Ligue 2             |
| Lenny Vallier         | France                    | Défenseur         | Fin de contrat        | CD Nacional               | Liga Portugal       |

### Effectif professionnel
Le tableau ci-dessous recense l'effectif professionnel de l'En avant de Guingamp pour la saison 2025-2026.

## Résultats en compétitions

### Championnat

#### Détail des rencontres

##### Août
| 1re journée        | EA Guingamp | 3 – 3   | Le Mans FC |                              |                              |
| Samedi 9 août 2025 | ( Hemia) Demouchy 72e · ( Hatchi) Gomis 87e · ( N'Landu) Mafouta 90+9e                                                                                              | (0 – 2) | 18e Quarshie (Rabillard ) · 40e Ribelin (Robin ) · 90+11e Harhouz (Abanda Mfomo )                                                                                                 | Stade de Roudourou, Guingamp | Stade de Roudourou, Guingamp |
| Samedi 9 août 2025 | Ourega 30e · Siwe 74e · Mafouta 90+9e | Rapport | 48e Yohou · 90+11e, 90+12e Harhouz · | Stade de Roudourou, Guingamp | Stade de Roudourou, Guingamp |
| Samedi 9 août 2025 | Ortolá – Ourega ( 58e Abdallah), Demouchy, Gomis, Sissoko – Ott, Sidibé ( 58e Mafouta), Louiserre ( 68e N'Landu), Koffi ( 58e Hatchi) – Siwe ( 78e Matumona), Hemia | Équipes | Kocik – Eyoum, Voyer, Yohou ( 83e Boissé) – Calodat ( 68e Abanda Mfomo), Robin, Quarshie ( 68e Rossignol), Vercruysse, Ribelin – Gueye ( 68e Guillaume), Rabillard ( 78e Harhouz) | Stade de Roudourou, Guingamp | Stade de Roudourou, Guingamp |

| 2e journée          | Stade de Reims | 1 – 0   | EA Guingamp |                              |                              |
| Samedi 16 août 2025 | ( Teuma) Diarra 10e | (1 – 0) | | Stade Auguste-Delaune, Reims | Stade Auguste-Delaune, Reims |
| Samedi 16 août 2025 | Patrick 70e · Akieme 81e | Rapport | 55e Sidibé · | Stade Auguste-Delaune, Reims | Stade Auguste-Delaune, Reims |
| Samedi 16 août 2025 | Jaouen – Akieme, Pallois, Ab. Koné, Sekine – Diarra ( 61e Tia), Zabi, Teuma ( 85e Demoncy), Gbane ( 68e Patrick), Bojang ( 85e Diakité) – Siebatcheu ( 61e Ibrahim) | Équipes | Ortolá – Abdallah, Demouchy, Gomis, Sissoko – Ott ( 72e Hatchi), Sidibé, Louiserre ( 81e N'Landu), Sagna ( 61e Siwe) – Mafouta, Hemia ( 72e Ourega) | Stade Auguste-Delaune, Reims | Stade Auguste-Delaune, Reims |

| 3e journée | EA Guingamp | –   | Red Star FC |                              |                              |
|            |             | (–) |             | Stade de Roudourou, Guingamp | Stade de Roudourou, Guingamp |

| 4e journée | SC Bastia | –   | EA Guingamp |                              |                              |
|            |           | (–) |             | Stade Armand-Cesari, Furiani | Stade Armand-Cesari, Furiani |

##### Septembre
| 5e journée | EA Guingamp | –   | Montpellier HSC |                              |                              |
|            |             | (–) |                 | Stade de Roudourou, Guingamp | Stade de Roudourou, Guingamp |

| 6e journée | ES Troyes AC | –   | EA Guingamp |                         |                         |
|            |              | (–) |             | Stade de l'Aube, Troyes | Stade de l'Aube, Troyes |

| 7e journée | EA Guingamp | –   | USL Dunkerque |                              |                              |
|            |             | (–) |               | Stade de Roudourou, Guingamp | Stade de Roudourou, Guingamp |

| 8e journée | AS Saint-Étienne | –   | EA Guingamp |                                        |                                        |
|            |                  | (–) |             | Stade Geoffroy-Guichard, Saint-Étienne | Stade Geoffroy-Guichard, Saint-Étienne |

##### Octobre
| 9e journée | EA Guingamp | –   | AS Nancy Lorraine |                              |                              |
|            |             | (–) |                   | Stade de Roudourou, Guingamp | Stade de Roudourou, Guingamp |

| 10e journée | AC Ajaccio | –   | EA Guingamp |                               |                               |
|             |            | (–) |             | Stade Michel-Moretti, Ajaccio | Stade Michel-Moretti, Ajaccio |

| 11e journée | EA Guingamp | –   | Clermont Foot 63 |                              |                              |
|             |             | (–) |                  | Stade de Roudourou, Guingamp | Stade de Roudourou, Guingamp |

| 12e journée | Grenoble Foot 38 | –   | EA Guingamp |                           |                           |
|             |                  | (–) |             | Stade des Alpes, Grenoble | Stade des Alpes, Grenoble |

| 13e journée | EA Guingamp | –   | Stade lavallois MFC |                              |                              |
|             |             | (–) |                     | Stade de Roudourou, Guingamp | Stade de Roudourou, Guingamp |

##### Novembre
| 14e journée | EA Guingamp | –   | Pau FC |                              |                              |
|             |             | (–) |        | Stade de Roudourou, Guingamp | Stade de Roudourou, Guingamp |

| 15e journée | Amiens SC | –   | EA Guingamp |                                            |                                            |
|             |           | (–) |             | Stade Crédit Agricole - La Licorne, Amiens | Stade Crédit Agricole - La Licorne, Amiens |

##### Décembre
| 16e journée | EA Guingamp | –   | FC Annecy |                              |                              |
|             |             | (–) |           | Stade de Roudourou, Guingamp | Stade de Roudourou, Guingamp |

| 17e journée | Rodez AF | –   | EA Guingamp |                          |                          |
|             |          | (–) |             | Stade Paul-Lignon, Rodez | Stade Paul-Lignon, Rodez |

##### Janvier
| 18e journée | EA Guingamp | –   | AC Ajaccio |                              |                              |
|             |             | (–) |            | Stade de Roudourou, Guingamp | Stade de Roudourou, Guingamp |

| 19e journée | AS Nancy Lorraine | –   | EA Guingamp |                               |                               |
|             |                   | (–) |             | Stade Marcel-Picot, Tomblaine | Stade Marcel-Picot, Tomblaine |

| 20e journée | EA Guingamp | –   | ES Troyes AC |                              |                              |
|             |             | (–) |              | Stade de Roudourou, Guingamp | Stade de Roudourou, Guingamp |

| 21e journée | Montpellier HSC | –   | EA Guingamp |                                              |                                              |
|             |                 | (–) |             | Stade de la Mosson - Mondial 98, Montpellier | Stade de la Mosson - Mondial 98, Montpellier |

##### Février
| 22e journée | USL Dunkerque | –   | EA Guingamp |                                |                                |
|             |               | (–) |             | Stade Marcel-Tribut, Dunkerque | Stade Marcel-Tribut, Dunkerque |

| 23e journée | EA Guingamp | –   | AS Saint-Étienne |                              |                              |
|             |             | (–) |                  | Stade de Roudourou, Guingamp | Stade de Roudourou, Guingamp |

| 24e journée | Le Mans FC | –   | EA Guingamp |                               |                               |
|             |            | (–) |             | Stade Marie-Marvingt, Le Mans | Stade Marie-Marvingt, Le Mans |

| 25e journée | EA Guingamp | –   | Rodez AF |                              |                              |
|             |             | (–) |          | Stade de Roudourou, Guingamp | Stade de Roudourou, Guingamp |

##### Mars
| 26e journée | Stade lavallois MFC | –   | EA Guingamp |                                |                                |
|             |                     | (–) |             | Stade Francis-Le-Basser, Laval | Stade Francis-Le-Basser, Laval |

| 27e journée | EA Guingamp | –   | Amiens SC |                              |                              |
|             |             | (–) |           | Stade de Roudourou, Guingamp | Stade de Roudourou, Guingamp |

| 28e journée | EA Guingamp | –   | Stade de Reims |                              |                              |
|             |             | (–) |                | Stade de Roudourou, Guingamp | Stade de Roudourou, Guingamp |

##### Avril
| 29e journée | FC Annecy | –   | EA Guingamp |                                  |                                  |
|             |           | (–) |             | Parc des Sports d'Annecy, Annecy | Parc des Sports d'Annecy, Annecy |

| 30e journée | EA Guingamp | –   | Grenoble Foot 38 |                              |                              |
|             |             | (–) |                  | Stade de Roudourou, Guingamp | Stade de Roudourou, Guingamp |

| 31e journée | Pau FC | –   | EA Guingamp |                      |                      |
|             |        | (–) |             | Nouste Camp, Bizanos | Nouste Camp, Bizanos |

| 32e journée | Red Star FC | –   | EA Guingamp |                                   |                                   |
|             |             | (–) |             | Stade Bauer, Saint-Ouen-sur-Seine | Stade Bauer, Saint-Ouen-sur-Seine |

##### Mai
| 33e journée | EA Guingamp | –   | SC Bastia |                              |                              |
|             |             | (–) |           | Stade de Roudourou, Guingamp | Stade de Roudourou, Guingamp |

| 34e journée | Clermont Foot 63 | –   | EA Guingamp |                                          |                                          |
|             |                  | (–) |             | Stade Gabriel-Montpied, Clermont-Ferrand | Stade Gabriel-Montpied, Clermont-Ferrand |

#### Classement
| Rang | Équipe           | Pts | J | G | N | P | Bp | Bc | Diff |
| ---- | ---------------- | --- | - | - | - | - | -- | -- | ---- |
| 11   | SC Bastia        | 1   | 1 | 0 | 1 | 0 | 1  | 1  | 0    |
| 12   | Le Mans FC P     | 1   | 2 | 0 | 1 | 1 | 4  | 5  | −1   |
| 13   | EA Guingamp      | 1   | 2 | 0 | 1 | 1 | 3  | 4  | −1   |
| 14   | Grenoble Foot 38 | 1   | 2 | 0 | 1 | 1 | 2  | 3  | −1   |
| 15   | Red Star FC      | 1   | 2 | 0 | 1 | 1 | 2  | 4  | −2   |

Évolution du classement en fonction des résultats
| Journée     | 1  | 2  | 3 | 4 | 5 | 6 | 7 | 8 | 9 | 10 | 11 | 12 | 13 | 14 | 15 | 16 | 17 | 18 | 19 | 20 | 21 | 22 | 23 | 24 | 25 | 26 | 27 | 28 | 29 | 30 | 31 | 32 | 33 | 34 | J. lea. | J. pro. | J. bar. | J. rel. |
| ----------- | -- | -- | - | - | - | - | - | - | - | -- | -- | -- | -- | -- | -- | -- | -- | -- | -- | -- | -- | -- | -- | -- | -- | -- | -- | -- | -- | -- | -- | -- | -- | -- | ------- | ------- | ------- | ------- |
| Rang        | 4  | 13 |   |   |   |   |   |   |   |    |    |    |    |    |    |    |    |    |    |    |    |    |    |    |    |    |    |    |    |    |    |    |    |    |         | 1       |         |         |
| Résultat    | N  | D  |   |   |   |   |   |   |   |    |    |    |    |    |    |    |    |    |    |    |    |    |    |    |    |    |    |    |    |    |    |    |    |    | —       | —       | —       | —       |
| Écart (pts) | +0 | -3 |   |   |   |   |   |   |   |    |    |    |    |    |    |    |    |    |    |    |    |    |    |    |    |    |    |    |    |    |    |    |    |    | —       | —       | —       | —       |
| Écart (pts) | +1 | +0 |   |   |   |   |   |   |   |    |    |    |    |    |    |    |    |    |    |    |    |    |    |    |    |    |    |    |    |    |    |    |    |    | —       | —       | —       | —       |

### Statistiques

#### Bilan de l'équipe
| Compétition     | Débute | Termine | Matches joués | Gagnés | Nuls | Perdus | Buts pour | Buts contre | Différence |
| --------------- | ------ | ------- | ------------- | ------ | ---- | ------ | --------- | ----------- | ---------- |
| Ligue 2         | —      |         | 2             | 0      | 1    | 1      | 3         | 4           | -1         |
| Coupe de France |        |         | 0             | 0      | 0    | 0      | 0         | 0           | +0         |
| Total           | Total  | Total   | 2             | 0      | 1    | 1      | 3         | 4           | -1         |

#### Résumé des matchs officiels de la saison
| Compétition | J./Tour | Date              | Domicile            | Rés. | Extérieur           | Cl. | Buteur(s) pour l'EA Guingamp                 |
| ----------- | ------- | ----------------- | ------------------- | ---- | ------------------- | --- | -------------------------------------------- |
| Ligue 2     | 1       | 9 août 2025       | EA Guingamp         | 3-3  | Le Mans FC          | 4e  | Demouchy (72e), Gomis (87e), Mafouta (90e+9) |
| Ligue 2     | 2       | 16 août 2025      | Stade de Reims      | 1-0  | EA Guingamp         | 13e | -                                            |
| Ligue 2     | 3       | 23 août 2025      | EA Guingamp         | -    | Red Star FC         |     |                                              |
| Ligue 2     | 4       | 30 août 2025      | SC Bastia           | -    | EA Guingamp         |     |                                              |
| Ligue 2     | 5       | 15 septembre 2025 | EA Guingamp         | -    | Montpellier HSC     |     |                                              |
| Ligue 2     | 6       | 19 septembre 2025 | ES Troyes AC        | -    | EA Guingamp         |     |                                              |
| Ligue 2     | 7       | 23 septembre 2025 | EA Guingamp         | -    | USL Dunkerque       |     |                                              |
| Ligue 2     | 8       | 26 septembre 2025 | AS Saint-Étienne    | -    | EA Guingamp         |     |                                              |
| Ligue 2     | 9       | 3 octobre 2025    | EA Guingamp         | -    | AS Nancy Lorraine   |     |                                              |
| Ligue 2     | 10      | 17 octobre 2025   | AC Ajaccio          | -    | EA Guingamp         |     |                                              |
| Ligue 2     | 11      | 24 octobre 2025   | EA Guingamp         | -    | Clermont Foot 63    |     |                                              |
| Ligue 2     | 12      | 28 octobre 2025   | Grenoble Foot 38    | -    | EA Guingamp         |     |                                              |
| Ligue 2     | 13      | 31 octobre 2025   | EA Guingamp         | -    | Stade lavallois MFC |     |                                              |
| Ligue 2     | 14      | 7 novembre 2025   | EA Guingamp         | -    | Pau FC              |     |                                              |
| Ligue 2     | 15      | 21 novembre 2025  | Amiens SC           | -    | EA Guingamp         |     |                                              |
| Ligue 2     | 16      | 5 décembre 2025   | EA Guingamp         | -    | FC Annecy           |     |                                              |
| Ligue 2     | 17      | 12 décembre 2025  | Rodez AF            | -    | EA Guingamp         |     |                                              |
| Ligue 2     | 18      | 2 janvier 2026    | EA Guingamp         | -    | AC Ajaccio          |     |                                              |
| Ligue 2     | 19      | 16 janvier 2026   | AS Nancy Lorraine   | -    | EA Guingamp         |     |                                              |
| Ligue 2     | 20      | 23 janvier 2026   | EA Guingamp         | -    | ES Troyes AC        |     |                                              |
| Ligue 2     | 21      | 30 janvier 2026   | Montpellier HSC     | -    | EA Guingamp         |     |                                              |
| Ligue 2     | 22      | 6 février 2026    | USL Dunkerque       | -    | EA Guingamp         |     |                                              |
| Ligue 2     | 23      | 13 février 2026   | EA Guingamp         | -    | AS Saint-Étienne    |     |                                              |
| Ligue 2     | 24      | 20 février 2026   | Le Mans FC          | -    | EA Guingamp         |     |                                              |
| Ligue 2     | 25      | 27 février 2026   | EA Guingamp         | -    | Rodez AF            |     |                                              |
| Ligue 2     | 26      | 6 mars 2026       | Stade lavallois MFC | -    | EA Guingamp         |     |                                              |
| Ligue 2     | 27      | 13 mars 2026      | EA Guingamp         | -    | Amiens SC           |     |                                              |
| Ligue 2     | 28      | 20 mars 2026      | EA Guingamp         | -    | Stade de Reims      |     |                                              |
| Ligue 2     | 29      | 3 avril 2026      | FC Annecy           | -    | EA Guingamp         |     |                                              |
| Ligue 2     | 30      | 10 avril 2026     | EA Guingamp         | -    | Grenoble Foot 38    |     |                                              |
| Ligue 2     | 31      | 17 avril 2026     | Pau FC              | -    | EA Guingamp         |     |                                              |
| Ligue 2     | 32      | 24 avril 2026     | Red Star FC         | -    | EA Guingamp         |     |                                              |
| Ligue 2     | 33      | 1er mai 2026      | EA Guingamp         | -    | SC Bastia           |     |                                              |
| Ligue 2     | 34      | 8 mai 2026        | Clermont Foot 63    | -    | EA Guingamp         |     |                                              |

#### Statistiques individuelles
| N° | Nat | Nom       | Championnat | Championnat | Championnat    | Championnat | Championnat  | Coupe de France | Coupe de France | Coupe de France | Coupe de France | Coupe de France | Total | Total       | Total          | Total  | Total        |
| N° | Nat | Nom       | MJ          | But inscrit | Passe décisive | Averti      | Carton rouge | MJ              | But inscrit     | Passe décisive  | Averti          | Carton rouge    | MJ    | But inscrit | Passe décisive | Averti | Carton rouge |
| -- | --- | --------- | ----------- | ----------- | -------------- | ----------- | ------------ | --------------- | --------------- | --------------- | --------------- | --------------- | ----- | ----------- | -------------- | ------ | ------------ |
| 2  |     | Koffi     | 1 (1)       | 0           | 0              | 0           | 0            | 0 (0)           | 0               | 0               | 0               | 0               | 1 (1) | 0           | 0              | 0      | 0            |
| 3  |     | Matumona  | 1 (0)       | 0           | 0              | 0           | 0            | 0 (0)           | 0               | 0               | 0               | 0               | 1 (0) | 0           | 0              | 0      | 0            |
| 4  |     | Louiserre | 2 (2)       | 0           | 0              | 0           | 0            | 0 (0)           | 0               | 0               | 0               | 0               | 2 (2) | 0           | 0              | 0      | 0            |
| 6  |     | N'Landu   | 2 (0)       | 0           | 1              | 0           | 0            | 0 (0)           | 0               | 0               | 0               | 0               | 2 (0) | 0           | 1              | 0      | 0            |
| 7  |     | Gomis     | 2 (2)       | 1           | 0              | 0           | 0            | 0 (0)           | 0               | 0               | 0               | 0               | 2 (2) | 1           | 0              | 0      | 0            |
| 8  |     | Sidibé    | 2 (2)       | 0           | 0              | 1           | 0            | 0 (0)           | 0               | 0               | 0               | 0               | 2 (2) | 0           | 0              | 1      | 0            |
| 9  |     | Mafouta   | 2 (0)       | 1           | 0              | 1           | 0            | 0 (0)           | 0               | 0               | 0               | 0               | 2 (0) | 1           | 0              | 1      | 0            |
| 10 |     | Hemia     | 2 (2)       | 0           | 1              | 0           | 0            | 0 (0)           | 0               | 0               | 0               | 0               | 2 (2) | 0           | 1              | 0      | 0            |
| 11 |     | Sagna     | 1 (1)       | 0           | 0              | 0           | 0            | 0 (0)           | 0               | 0               | 0               | 0               | 1 (1) | 0           | 0              | 0      | 0            |
| 16 |     | Ortolá    | 2 (2)       | 0           | 0              | 0           | 0            | 0 (0)           | 0               | 0               | 0               | 0               | 2 (2) | 0           | 0              | 0      | 0            |
| 17 |     | Siwe      | 2 (1)       | 0           | 0              | 1           | 0            | 0 (0)           | 0               | 0               | 0               | 0               | 2 (1) | 0           | 0              | 1      | 0            |
| 20 |     | Hatchi    | 2 (0)       | 0           | 1              | 0           | 0            | 0 (0)           | 0               | 0               | 0               | 0               | 2 (0) | 0           | 1              | 0      | 0            |
| 22 |     | Sissoko   | 2 (2)       | 0           | 0              | 0           | 0            | 0 (0)           | 0               | 0               | 0               | 0               | 2 (2) | 0           | 0              | 0      | 0            |
| 23 |     | Ourega    | 2 (1)       | 0           | 0              | 1           | 0            | 0 (0)           | 0               | 0               | 0               | 0               | 2 (1) | 0           | 0              | 1      | 0            |
| 24 |     | Ott       | 2 (2)       | 0           | 0              | 0           | 0            | 0 (0)           | 0               | 0               | 0               | 0               | 2 (2) | 0           | 0              | 0      | 0            |
| 29 |     | Abdallah  | 2 (1)       | 0           | 0              | 0           | 0            | 0 (0)           | 0               | 0               | 0               | 0               | 2 (1) | 0           | 0              | 0      | 0            |
| 36 |     | Demouchy  | 2 (2)       | 1           | 0              | 0           | 0            | 0 (0)           | 0               | 0               | 0               | 0               | 2 (2) | 1           | 0              | 0      | 0            |

#### Statistiques des buteurs
|       | Buteur         | Ligue 2 | Coupe de France | Total | MJ |
| ----- | -------------- | ------- | --------------- | ----- | -- |
| TOTAL | TOTAL          | 3       | 0               | 3     | 2  |
| 1     | Albin Demouchy | 1       | 0               | 1     | 2  |
| 1     | Donatien Gomis | 1       | 0               | 1     | 2  |
| 1     | Louis Mafouta  | 1       | 0               | 1     | 2  |

#### Statistiques des passeurs décisifs
|       | Buteur        | Ligue 2 | Coupe de France | Total | MJ |
| ----- | ------------- | ------- | --------------- | ----- | -- |
| TOTAL | TOTAL         | 3       | 0               | 3     | 2  |
| 1     | Jérémy Hatchi | 1       | 0               | 1     | 2  |
| 1     | Amine Hemia   | 1       | 0               | 1     | 2  |
| 1     | Darly N'Landu | 1       | 0               | 1     | 2  |